# 罗淑珍
罗淑珍（1934年11月—2022年1月22日），女，北京人。全国劳动模范、邮电部副部长。第二届全国人大代表、第三届全国人大代表。中共十大代表、中共十一大代表。第六届全国政协委员、第七届全国政协委员、第八届全国政协委员。

## 生平
1951年参加工作。1952年加入中国新民主主义青年团，1953年加入中国共产党。任北京市邮政局投递员。1953年8月到1959年2月，投递邮件和报刊1 187 559件无差错。1956年和1959年两次被授予全国先进生产者称号。1958年被评为全国青年和全国妇女的社会主义建设积极分子。后任北京市邮政局投递科科长、北京市邮政处革委会副主任，1973年起任北京市总工会负责人。邮电部邮政总局副局长，邮电部副部长。1982年任中国邮电工会全国委员会代主席、主席。1994年任中华全国集邮联合会会长、中华全国集邮联合会顾问。
2022日1月22日于北京去世。